# Señor de la Capilla
El Señor de la Capilla   (en náhuatl es Tatatzin Teopan y en otomí Zidada Nikjä), es una imagen de Jesús de Nazaret que evoca el momento de su crucificción. Se encuentra en la Parroquia de Santiago Apóstol en Santiago Tequixquiac. Se desconoce al autor y pertenece al periodo colonial. La imagen cristiana data de la primera mitad del siglo XVI y mide 1,73 metros de altura. Entre la devoción local, es el cristo que cura las epidemias y patologías que atentan con la población.
Hay estudiosos de arte, que mencionan a los peyets y a muchos rangos físicos de la imagen, que tienen una relación directa de sincretismo cultural con los sefardíes y los pueblos indígenas; ya que algunas familias criptojudias se establecieron en los pueblos indios de la Teotlalpan, después de la conquista de México Tenochtitlán, al repartirse las encomiendas.

## Historia

Imagen del Señor de la Capilla en el altar mayor y arriba la imagen de Santiago Apóstol, patrones de los tequixquenses.

Llevó muchos conflictos entre los colonos ibéricos con los naturales a través de acusaciones fuertes, no había ninguna devoción al santo patrono Santiago Apóstol y tampoco había algún símbolo de unidad entre los pobladores, los frailes tenían dificultades al practicar el evangelio, por un lado, los cristianos nuevos eran judeoconversos que no estaban ampliamente adoctrinados en el cristianismo y por el otro lado los pueblos indígenas tenían un apego a sus antiguas deidades y ritos, una razón para instaurar a la santa inquisición en esta parroquia; la población española y los indígenas se mantenían muy dispersos y con costumbres ajenas al cristianismo, los frailes se vieron obligados a enseñar el catecismo por separado, en español, náhuatl y otomí. Solo existía una imagen de un cristo que se encontraba en la parroquia de San Francisco de Asís, a la que le tenía devoción todos porque se decía que era muy milagroso.

La procesión del Señor de la Capilla por las calles de Santiago Tequixquiac

En el año de 1833, en una capilla de la parroquia del pueblo de Apaxco, que antiguamente pertenecía al corregimiento de Tequixquiac, había un cristo que tenía atributos de curar enfermedades, los pobladores de Santiago Tequixquiac pidieron que se llevara la venerada imagen del cristo y se paseara en procesión por las calles; como empezó a disminuir las muertes, los lugareños decidieron dejar la imagen en la parroquia de Santiago Apóstol, que era un templo mucho más grande que la capilla donde se encontraba. Ese cristo unió más a los pobladores sin importar si eran españoles, indígenas o mestizos, ahora en un solo pueblo.
En el año de 1919, después de haber terminado la guerra revolucionaria, la parroquia de Santiago Apóstol dejó de ser cuartel militar y caballerizas del ejército, de nueva cuenta se desató otra peste, era conocida como gripe española, la cual redujo también la población del pueblo de Tequixquiac y los pueblos cercanos, se dice que había algunos entierros de personas vivas moribundas en el nuevo panteón ante la amenaza de evitar propagar la pandemia. Entonces sacaron la imagen del venerado cristo de la capilla por las calles del pueblo y la gente prometió reabrir la parroquia de Santiago para el culto ante la profanación del templo, por parte de los militares del gobierno.

## Descripción

Las tablillas de marfil de la cruz.

Durante el periodo colonial español se esculpieron varios cristos, hechos con pasta de caña, fue una tradición escultórica indígena que prevaleció en la Nueva España al construir imágenes religiosas más ligeras; estos cristos quedaron en diversas parroquias de la región, uno en El Arenal, Actopan (Señor de las Maravillas), otro en el pueblo de Visitación (Señor de Tlapala), otro en el pueblo de Amecameca (Señor del Sacromonte) y este en el pueblo de Apaxco que posteriormente fue movida la imagen hacia el pueblo de Santiago Tequixquiac. 
La imagen tiene una cruz hecha de madera de nogal y detalles de marfil llamadas tablillas que fueron traídos de Filipinas. En la cabeza, el cristo lleva una corona de espinas, bañada en oro y lo que cubre sus partes nobles es un sendal de terciopelo con un cordón, esos detalles hacen de la imagen una visualización única que la diferencia de otras imágenes de Jesucristo de otras parroquias cercanas.
El rostro del cristo destaca por sus fuertes rasgos judíos, es notable la vista de los peyets sobre sus mejillas, que se estima una estrecha relación directa de sincretismo cultural con los sefardíes y los pueblos indígenas de este lugar.

## Festividad

Imagen del Señor de la Capilla en la despedida, al término de los festejos religiosos.

La fiesta del Señor de la Capilla se celebra comenzando el año, después de celebrar la epifanía, entre los meses de enero y febrero; se programa las festividades del santo patrono, con la celebración es un fiesta móvil; ya que se celebra dos semanas antes de empezar la Cuaresma, el festejo siempre comienza en luna llena del día sábado con la bajada de la imagen para ser venerada, el domingo continua la fiesta grande y culmina con la procesión nocturna del domingo siguiente por las calles del pueblo de Tequixquiac, la cual es llamada torna-fiesta.
El domingo de fiesta, los lugareños reciben visitas que vienen a venerar la imagen, preparan alimentos típicos y los comparten, también se realizan numerosas celebraciones como bautizos y primeras comuniones de los niños; en plaza principal hay juegos mecánicos y las autoridades del municipio realizan festejos populares, culturales y ferias ganaderas regionales, donde lucen las cabalgatas, forcados, montas de toros, escaramuzas y las charreadas, así como bailes populares y duelo de bandas de viento. Durante la noche se queman castillos y juegos pirotécnicos, las festividades duran una semana.
El último domingo de torna fiesta, después de la procesión nocturna, la gente acude a despedirse del Señor de la Capilla, se rinde una despedida con banda y mariachi, los lugareños acuden a venerar la imagen a sus pies, algunos lloran de despedida y otros cantan. Se quema un castillo y después se vuelve a colocar la imagen en su nicho para poderla sacar el año entrante en su próximo festejo.

### Galería

Bajada de la imagen.
Feria tradicional.
Comparsa de danzantes.
Contradanza de las Varas.
Danza de la trenza.
Rejoneos.
Forcados.
Charrería.
Charrería.
Procesión nocturna.
Castillo tradicional.
Despedida de la imagen.

## Leyendas
A la imagen se le atribuye la curación de epidemias, la imagen tiene una tradición oral fuerte entre los lugareños y la región, según la cual, los habitantes de Tequixquiac recibieron con júbilo su préstamo para curar la pandemia de gripe en 1917 y la sequía; se celebraron fiestas en su honor y se bailó la contradanza de las varas que se le solía bailar al apóstol Santiago el 25 de julio durante el jubileo. Comenzó a llover mucho y las nubes del cielo se pusieron negras de tanta agua que en vez de dañar las cosechas las salvó mejorando la producción.